# Госпел Хилл
«Госпел Хилл» (англ. Gospel Hill) — американский фильм-драма 2008 года.

## Сюжет
Борец за гражданские права Джон Малкольм и бывший шериф Джек Херрод объединяются в борьбе с крупной корпорацией, которая хочет снести афро-американский квартал Госпел Хилл и построить на его месте поле для гольфа.

## В ролях
| Актёр              | Роль          |
| ------------------ | ------------- |
| Адам Болдуин       | Карл Херрод   |
| Хлоя Бэйли         | Анна          |
| Анджела Бассетт    | Сара Малкольм |
| Том Бауэр          | Джек Херрод   |
| Крис Эллис         | Л Донн Мюррей |
| Джанкарло Эспозито | доктор Палмер |
| Дэнни Гловер       | Джон Малкольм |
| Сэмюэл Л. Джексон  | Пол Малкольм  |
| Тейлор Китч        | Джоэль Херрод |
| RZA                | Лонни         |
| Джулия Стайлз      | Рози          |
| Ниа Лонг           | миссис Палмер |

## Награды
- Ft. Lauderdale International Film Festival
  - 2008 — Приз жюри
- Nashville Film Festival
  - 2009 — Rosetta Miller Perry Award